# 陳昇
陳 㫒（ちん きょう、チャン・クン、ベトナム語：Trần Cung / 陳㫒、生年不詳 - 宣和6年（1521年））は、後黎朝大越の反乱指導者。名は陳 昇（ちん しょう、チャン・タン、ベトナム語：Trần Thăng / 陳昇）ともいう。

## 生涯
霊鄒山崇岩寺山麓の出身。洪順8年3月6日（1516年4月7日）、陳太宗の末裔を自称して父の陳暠と共に東潮県瓊林寺で反乱を起こした。大越軍に敗北した陳㫒たちは京北諒源まで撤退し、出家した父に代わってその地位を引き継いだ。新たに元号を宣和としたが、特に行動を起こすこともなくただ山中に籠もっているだけであった。
宣和6年8月（1521年9月）、昭宗の命を受けた莫登庸が陳㫒を捕えるために諒源までやって来ると逃亡したが、妻女は捕えられて殺害された。七原州まで逃亡した陳㫒は一説によると明に逃れたが捕えられて、大越の都の昇龍に送られたという。